# 勇敢奖章
勇敢奖章（俄语：Медаль «За отвагу»）是苏联最高蘇維埃於1938年10月17日决定颁布法令设立的军事奖章。颁发给在保卫祖国的战斗中或冒生命危险的军事行动表现出个人勇气与英勇的武装部队人员、苏联公民或者参战的外国籍人员。苏联时期大约有456万余人获得该奖章。

## 颁授
1938年10月20日首次颁发该奖章，授予了参加哈桑湖战斗的3名军人。在苏德战争前，大约有26000名军人因在保卫苏联国界和苏芬战争中表现出的英勇而获得该奖章。苏德战争期间有超过400万人次获得该奖章。
获得该奖章最多的是苏军医疗兵谢苗·格雷佐夫中士。他获得了六次勇敢奖章。
本奖章应佩戴在左胸，排列在劳动光荣勋章之后，乌沙科夫奖章之前。根据1941年7月7日苏联最高苏维埃主席团法令，在获奖者逝世后，奖章归还苏联最高苏维埃主席团。奖章证书可留在获奖者家属手中（1943年7月13日苏联最高苏维埃主席团法令）。
根据1994年3月2日的俄罗斯联邦总统令№ 442号，勇敢奖章继续保留在俄罗斯的勋章奖章体系中。

## 勋章制式
奖章为圆形，直径37㎜，银质。奖章镶有边缘。正面上方有三架飞机，下方是红色珐琅覆盖的俄文：За отвагу，意为勇敢。文字下方是一辆坦克，底部是红色珐琅制俄文“苏联”。
| 1938–1943    | 1943–1991 | 1994 to date   |
| 早期苏联版本 | 苏联版本  | 俄罗斯联邦版本 |
| 早期苏联版本 | 苏联版本  | 俄罗斯联邦版本 |

## 參閱
- 战功奖章
- 列寧勳章
- 十月革命勳章
- 劳动紅旗勳章